# Catamarcaite
La catamarcaite è un minerale.